# Werner Emser
Werner Emser (11 ottobre 1920 – 2004) è stato un calciatore tedesco, di ruolo attaccante.

## Carriera

### Club
Giocò 249 partite nel Borussia Neunkirchen segnando 136 gol.

### Nazionale
Per la nazionale della Saar collezionò tre presenze ed un gol.